# Monique Journod
Monique Journod est une artiste peintre et lithographe française née à Rome le 14 mars 1935 et morte à Nogent-sur-Marne le 1er mars 2024,.
Elle travaille à la cité Montmartre-aux-artistes au 189, rue Ordener à Paris.

## Biographie
Monique Journod naît à Rome le 14 mars 1935. Elle est élève de Roger Chapelain-Midy à l'École nationale supérieure des beaux-arts de Paris, où elle obtient le 2e second grand prix de Rome en 1962.
Elle est — aux côtés de Paul Ambille, Alex Berdal, Joël Dabin et Arlette Le More — membre du groupe Demain.  Elle est membre de la Fondation Taylor et en 1978, 1979 et 1980, présidente de la section peinture du Salon des artistes français.
Monique Journod décède le 1er mars 2024, à l'âge de 88 ans. 

## Œuvre

### Peinture
Avec les bouquets de fleurs, les paysages constituent le thème majeur dans l'œuvre de Monique Journod qui énonce entre autres des villégiatures en Bretagne (île de Bréhat[réf. nécessaire]), en Normandie (Honfleur[réf. nécessaire]), dans le Beaujolais, en Franche-Comté, en Provence, au Maghreb, en Grèce (îles de Mykonos et Hydra[réf. nécessaire]).

### Contributions bibliophiliques
- Hervé Bazin, Le livre des mariages, illustrations de Jean Jansem, Monique Journod, Yves Brayer, Paul Ambille, Roger Chapelain-Midy, Georges Hosotte, Bernard Gantner, Jean Carzou…, Bernard Grasset et Pierre de Tartas Éditeurs/Société générale du livre et du patrimoine, 1986.
- Textes de Paul Ambille, René Huyghe de l'Académie française, Henri Jadoux et Alain Poher, Sacha Guitry, des goûts et des couleurs, lithographies originales de Paul Ambille, Jean-Pierre Alaux, Michèle Battut, Alain Bonnefoit, Yves Brayer, Jean Carzou, Roger Chapelain-Midy, Michel Ciry, Hans Erni, André Hambourg, Michel Jouenne, Monique Journod, Édouard Georges Mac-Avoy, 130 exemplaires numérotés, Éditions Pierre de Tartas, 1989.
- Georges Duhamel de l'Académie française, Fables de mon jardin, lithographies de Monique Journod, 190 exemplaires numérotés, Éditions de Tartas, Bièvres, 1991.
- Ouvrage collectif (quatre-vingt huit textes par Boutros Boutros-Ghali, Jacques Chirac, Jacques-Yves Cousteau, François Mitterrand, Mère Teresa, Léopold Sédar Senghor, Reine Noor de Jordanie, Prince consort Henri de Danemark, Barbara Hendricks, Shimon Peres, Yasser Arafat, Iannis Xenakis, Alexandre Zinoviev…), Le livre international de la paix, lithographies originales de Françoise Adnet, Paul Ambille, Michèle Battut, Pierre Boudet, Hans Erni, Monique Journod, Michel Jouenne…, 300 exemplaires numérotés, Éditions Pierre et Philippe de Tartas, 1994.

## Expositions

### Expositions personnelles
- Silkland Gallery, Tokyo, novembre-décembre 2017.
- Maison nationale des artistes, Nogent-sur-Marne, avril-août 2022[4].

### Expositions collectives

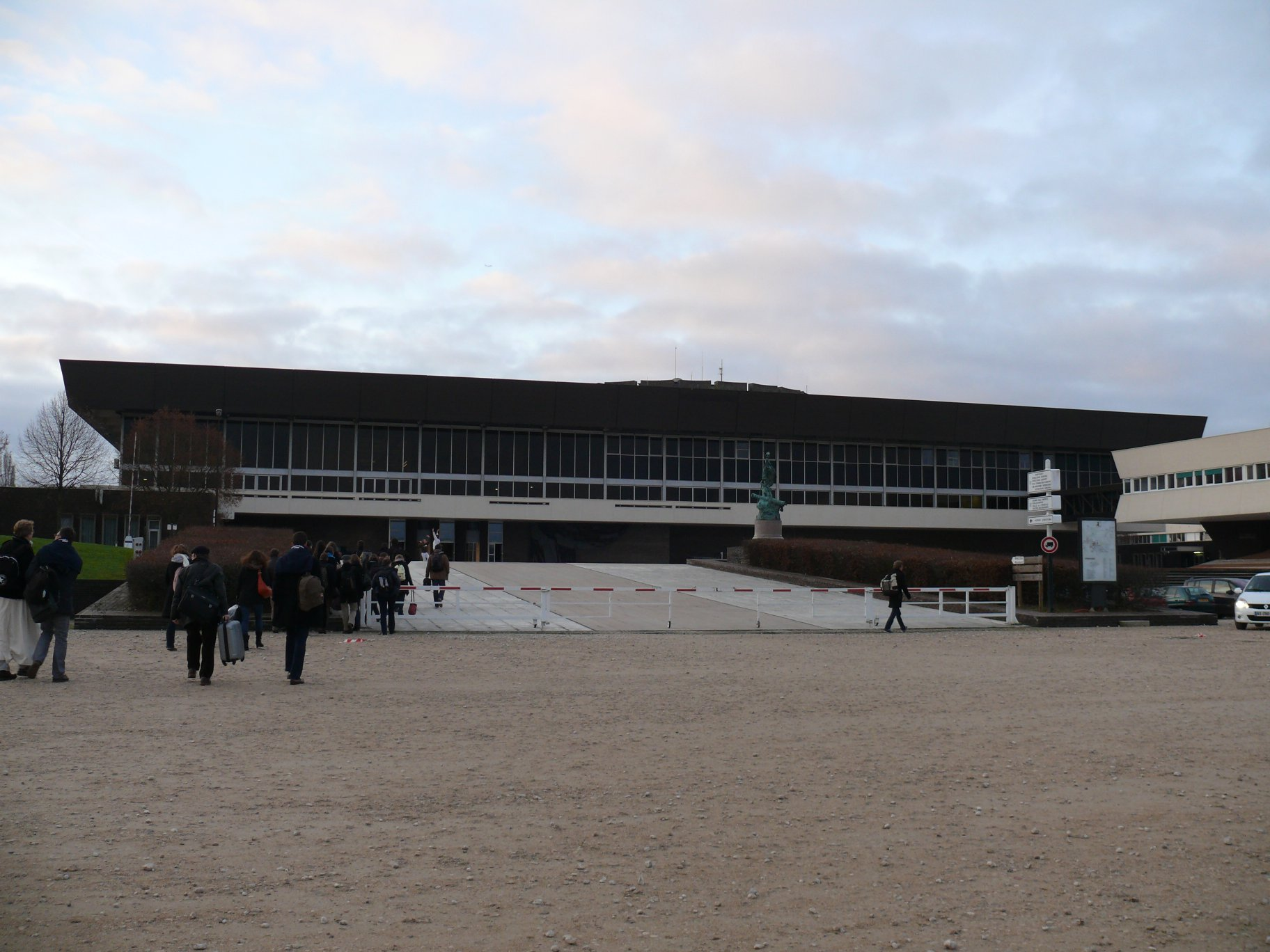
École polytechnique, Palaiseau, 1990

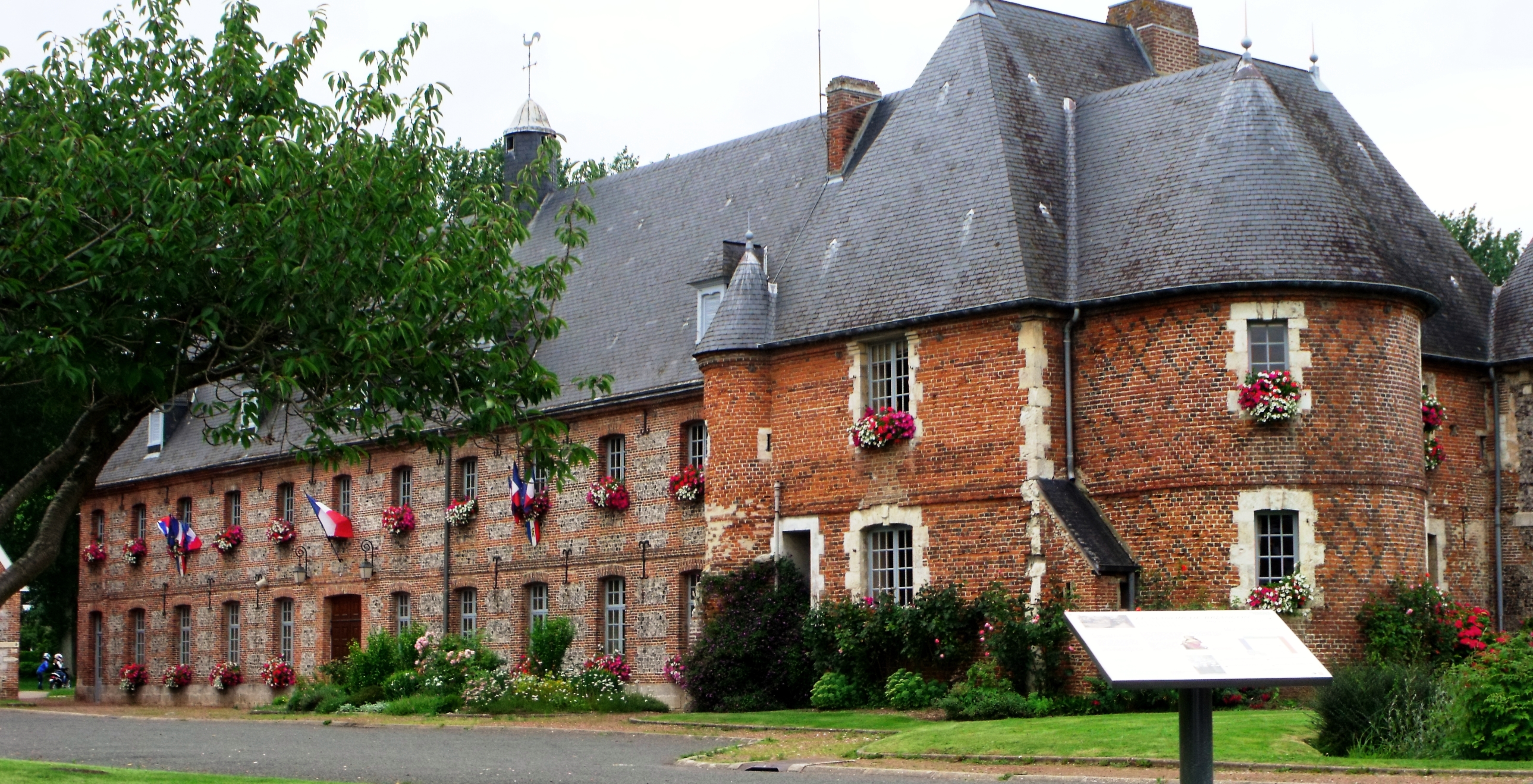
Manoir de Briançon, Criel-sur-Mer, 2008

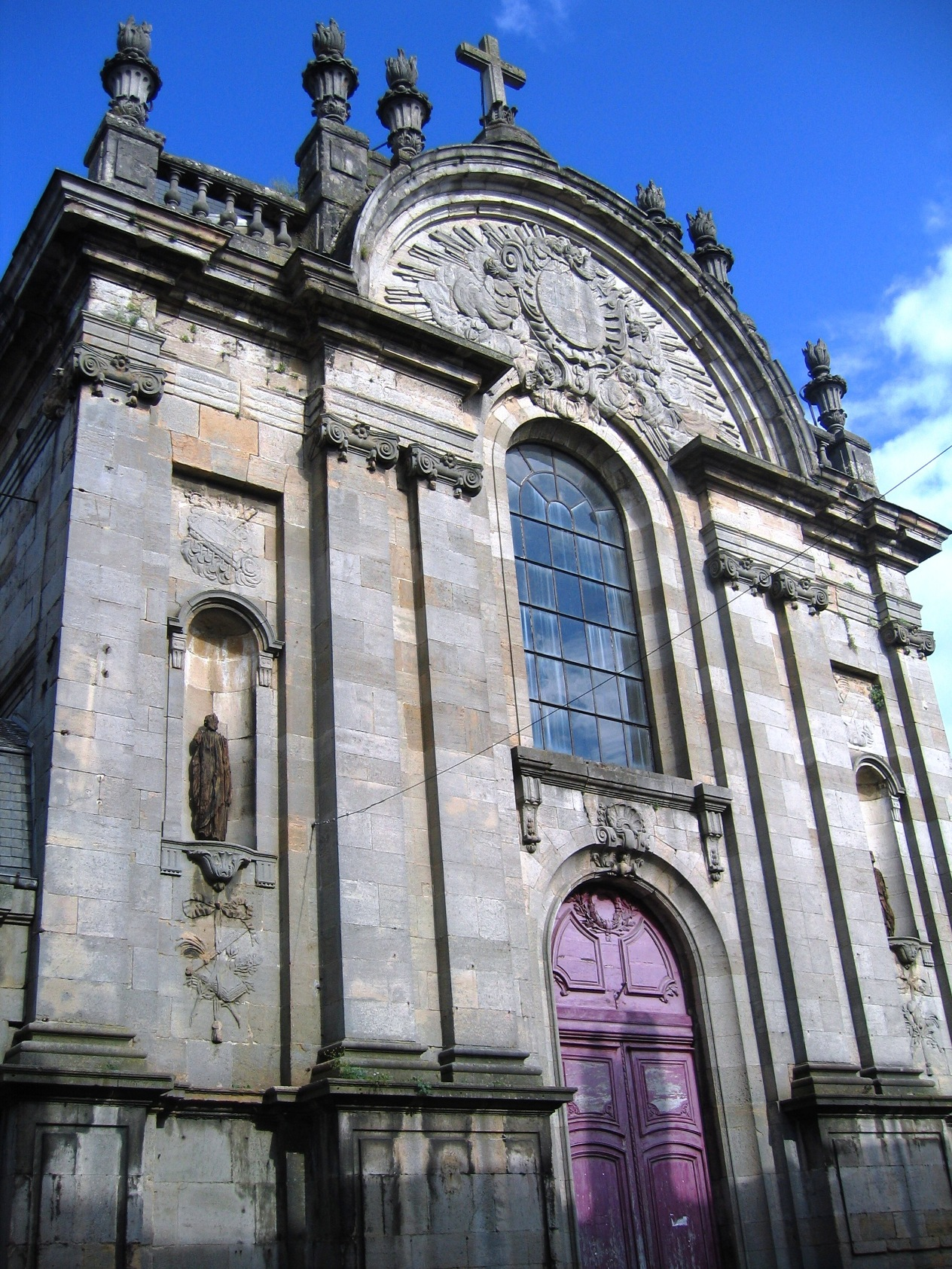
Chapelle du collège Diderot, Langres, 2012

- Salon du dessin et de la peinture à l'eau, Paris, 1964.
- Salon d'automne, Paris, sociétaire en 1967[5].
- Première exposition internationale des arts de Téhéran, Centre des expositions internationales, Téhéran, décembre 1974 - janvier 1975[6].
- Salon des artistes français, Paris, 1977.
- École de Fontainebleau du XXe siècle - Roger Limouse, Legueult, Lucien Fontanarosa, Sabouraud, Paul Ambille, Lavina, Gaignoux, Maufay, André Vignoles, Marcel Peltier,  Mancini, Leonard, palais des congrès, Rouen (catalogue préfacé par Louis Pauwels).
- Phillips Galeries, Dallas, août 1976[7], août 1979 (avec Florence Arven)[8], novembre 1979 (avec Renée Theobald)[9], août-septembre 1980[10].
- Salon des indépendants, Paris, 1979.
- Panorama de la peinture contemporaine - Paul Aïzpiri, Jean-Pierre Alaux, Paul Ambille, Yves Brayer, Jean Bréant, Bernard Buffet, Rodolphe Caillaux, Jean Carzou, Michel Ciry, Marcel Cramoysan, Jef Friboulet, Pierre Gautiez, Camille Hilaire, Franck Innocent, Monique Journod, Michel King, Roland Lefranc, Édouard Georges Mac-Avoy, Georges Mirianon, Jean Navarre, Marcel Peltier, Christian Sauvé, Robert Savary, Gaston Sébire, Arthur Van Hecke…, hôtel de ville de Sotteville-lès-Rouen, mars 1980[11].
- Biennale de peinture contemporaine, Cercle Saint-Léonard, Saint-Léonard-de-Noblat, septembre 1988.
- Hommage à Georges Wakhevitch, Salon des peintres du spectacle (Monique Journod, invitée d'honneur), Maison de Radio-France, Paris, novembre 1988.
- Salon de peinture de l'École polytechnique - Jean-Pierre Alaux, Michèle Battut, Maurice Boitel, Lucien Fontanarosa, Arnaud d'Hauterives, Daniel du Janerand, Michel Jouenne, Monique Journod, Germaine Lacaze, Gaston Sébire, Andrés Segovia…, salons d'honneur de l'École polytechnique, Palaiseau, mai 1990[12].
- Salon de Versailles, 1991 (Monique Journod invitée d'honneur), 2015.
- Bernard Conte, Monique Journod et Michel Jouenne, galerie de la Lieutenance, Honfleur, 1991.
- Hommage à Dom Pérignon - Paul Ambille, Bernard Conte, Michel Jouenne, Monique Journod, Pierre Lagénie, Roland Lefranc, Michel King, Le Relais des gourmets, Caen, 1992.
- Les peintres de Chatou. 35e Salon des beaux-arts, Monique Journod invitée d'honneur, Chatou, octobre-novembre 1992.
- Festival international de peinture de Magné (Deux-Sèvres), Monique Journod invitée d'honneur, juillet 1994.
- Salon artistique de Sainte-Maure-de-Touraine (Monique Journod, invitée d'honneur), 1996[13].
- Salon de Saint-Arnoult-en-Yvelines, 1996.
- Casino de Saint-Amand-les-Eaux, juillet-août 2006.
- 13e Rencontre d'art contemporain, Calvi, juin 2008.
- 40e Salon des amis des arts et du manoir de Briançon. Michel Ciry, Jef Friboulet, Pierre Gautiez, Franck Innocent, Monique Journod, Michel King, Pierre Laffillé, Roland Lefranc, Albert Malet, Georges Mirianon, Marcel Peltier, Gaston Sébire…, manoir de Briançon, Criel-sur-Mer, juillet-août 2008[14].
- Provence enchantée, galerie Aurore, Belcastel (Aveyron), août 2009[15].
- Grandes signatures, salle communale de Landser, septembre 2010.
- Salon de peinture de Neuville-sur-Oise, 2011.
- Rencontre nationale de peintres et sculpteurs contemporains, foyer Martin-Studer, Burnhaupt-le-Haut, avril 2011[16].
- Printemps des arts, Burnhaupt-le-Haut, juin 2011[17].
- Remp-Arts, chapelle du collège Diderot, Langres, mai 2012[18].
- Salon d'automne du petit format, Monique Journod invitée d'honneur, centre Cyrano, Sannois, octobre 2013.
- Salon des amis des arts, Colombes, mars-avril 2014[19].
- 35e Salon Art Expo, Ballancourt-sur-Essonne, novembre 2014[20].
- Salon de peintures de Condé-sur-Noireau, Monique Journod invitée d'honneur, novembre-décembre 2014[21].
- Atelier 138, salle Jean-Despas, Saint-Tropez, mai 2016.
- 30e Salon des arts de Margency, 2016.
- 39e Salon des amis des arts de Chaville, espace Louvois, atrium de Chaville, novembre 2016[22].
- 42e Salon du mouvement artistique de Sainte-Maure de Touraine, septembre-octobre 2017.
- 59e Salon de la ville de Vincennes (Amicale des artistes français de Vincennes), Monique Journod invitée d'honneur, salle des fêtes de l'hôtel de ville de Vincennes, octobre 2020.
- Participations non datées : Salon Comparaisons, Salon des peintres témoins de leur temps, Salon Grands et jeunes d'aujourd'hui, Salon de la Société nationale des beaux-arts, Salon Terres latines.

## Réception critique
- « Une manière de charme, une séduction qui n'exclut ni la beauté du ton, ni la décision du trait. » - Roger Chapelain-Midy[19]
- « L'art, nous le savons, n'est authentique que s'il est l'authentique reflet de son auteur. Avec Monique Journod, nous découvrons ce que doit être un tableau : l'image précieuse que l'on caresse de la main, du regard, et qui exhale de délicates flagrances. » - Paul Ambille[23]

## Récompenses, distinctions et hommages
- 2e grand prix de Rome, 1962[3].
- Médaille d'or du Salon des artistes français, 1990.
- Médaille d'honneur du Salon des artistes français, 1991.
- Médaille d'argent de la Ville de Paris, 1996.
- Une voie de la station de ski de Vars (Hautes-Alpes) a été baptisée allée Monique Journod.

## Œuvres

### Collections publiques
- Angers, hôtel de ville, salle des mariages.
- Aurillac, artothèque départementale du Cantal : L'Envie, lithographie.
- Istanbul, musée d'Art moderne.
- Paris :
  - département des estampes et de la photographie de la Bibliothèque nationale de France.
  - musée d'Art moderne de la ville de Paris : Composition, 1964, huile sur toile[24].
- Saint-Tropez, musée de l'Annonciade.
- Singapour, musée d'Art de Singapour.

### Fresques murales
- Amiens :
  - écoles maternelles Chemin-des-Plantes et Marivaux-II : deux fresques, acier vitrifié.
  - groupe scolaire Les Violettes : fresque, acier vitrifié.
- Aurillac, CES et CEG : deux fresques, acier vitrifié.
- Bretigny-sur-Orge, école maternelle Les Adrets : acier vitrifié.
- Champagne-sur-Oise, école maternelle :  acier vitrifié.
- Châtillon-sur-Seine, école primaire : acier vitrifié.
- Deville-les-Rouen, CES Jules-Verne :  acier vitrifié.
- Épinay-sur-Orge, groupe scolaire Albert-Camus : acier vitrifié.
- Lanester, école maternelle Henri-Barbusse, groupe scolaire Picasso et groupe scolaire Larnicol (cantine) : trois fresques, acier vitrifié.
- Morangis, école maternelle Les Hirondelles : acier vitrifié.
- Paris, station de métro Saint-Augustin.
- Romilly-sur-Seine, piscine : acier vitrifié.
- Strasbourg :
  - immeuble Rhin et Moselle au 5, rue du Maréchal Joffre : deux fresques, acier vitrifié, 300 × 300 cm et 150 × 300 cm.
  - Laboratoires Sandoz : acier vitrifié, 300 × 300 cm.
- Verrières-le-Buisson, école maternelle Le gros chêne : acier vitrifié.
- Riggisberg, Fondation Abegg : acier vitrifié.

### Collections particulières référencées
- Paquebot France[25].